# Wim Kok
Wim Kok   (Bergambacht, 29 de setembre de 1938 - Amsterdam, 20 d'octubre de 2018) fou un polític neerlandès que va ser Primer Ministre dels Països Baixos entre el 22 d'agost de 1994 i el 21 de juliol de 2002.

## Vida i carrera
Wim Kok (legalment Willem Kok) va néixer a Bergambacht, als Països Baixos. Després d'acabar els seus estudis a l'escola de negocis Nyenrode, va començar la seva carrera política el 1961 en el sindicat socialista "Nederlands Verbond van Vakverenigingen" (NVV), on va ser el portaveu des de 1973 fins a 1982. Entre 1976 i 1986 fou el portaveu del "Federatie Nederlandse Vakbeweging" (FNV) una coalició del NVV i del sindicat catòlic NKV.
El 1986 va succeir a Joop den Uyl com a líder del partit socialdemòcrata Partit del Treball (Països Baixos) (PvdA). Des de 1989 fins a 1994 va participar com a Ministre de Finances en un govern amb el partit cristià demòcrata CDA.
El 22 d'agost de 1994 es va convertir en Primer Ministre d'un govern d'aliança amb el partit liberal "Volkspartij voor Vrijheid en Democratie" (VVD) i el partit progressistes liberal D'66. Aquesta coalició "porpra" va ser el primer govern neerlandès en algunes dècades sense participació dels cristiano-demòcrates. Després de les eleccions generals del 6 de maig de 1998 va presidir un segon govern amb els mateixos aliats.
Durant el període de Wim Kok com a Primer Ministre, els Països Baixos van travessar un període de prosperitat econòmica que va ser elogiat internacionalment com el "Pòlder Model" neerlandès. Tanmateix el "pòlder model" va ser amenaçat a començaments de 2002 amb l'ascens del partit de Pim Fortuyn.
El seu govern va caure unes setmanes abans de les eleccions generals del 15 de maig de 2002 quan Wim Kok i tots els seus ministres van cessar a causa de la discussió de la possible responsabilitat neerlandesa a la Matança de Srebrenica.
Va abandonar la política neerlandesa després de les eleccions, com ja havia anunciat l'any anterior, però això no va significar que la seva carrera política hagués acabat. Des del seu retir, ha continuat influint en la política.
Va ser succeït com a líder del Partij van d'Arbeid per Ad Melkert, que va perdre les eleccions de 2002.
Entre abril i novembre de 2004, Wim Kok va presentar un informe sobre l'Agenda de Lisboa, amb suggeriments per impulsar el seu estat econòmic. La Comissió va utilitzar aquesta informació per declarar que la situació social i ambiental ja no són una prioritat, i reiniciar l'Agenda de Lisboa únicament sota termes econòmics.